# EB 96C und 96B2
Die Güterwagen nach Musterblatt 96B2 und 96C mit den Nummern 83118–83190 waren vierachsige Spezialgüterwagen, die von den Belgischen Staatsbahnen (EB) ab 1889 zum Transport von sehr schweren Lasten angeschafft wurden.

## Geschichte
Für den Transport von schweren Lasten ließen die EB zwischen 1889 und 1912 insgesamt 73 spezielle Schwerlast-Flachwagen bei der Wagenbauanstalt La Métallurgique bauen. Die Wagen waren eine Weiterentwicklung der 1870 gebauten Wagen nach Musterblatt 96A mit den Nummern 83108–83117, die jedoch nur mit 20 t beladen werden konnten. Der Boden bestand aus 7 cm starken Eichenholzbohlen.
| Baujahr                     | Anzahl | Lademasse | Nummern     | Nummern ab 1956 | UIC-Nummern ab 1965      |
| --------------------------- | ------ | --------- | ----------- | --------------- | ------------------------ |
| 1889                        | 5      | 25 t      | 83175–83179 | 1083500–1083559 | 21884227050–21884227149* |
| 1891                        | 10     | 25 t      | 83180–83189 | 1083500–1083559 | 21884227050–21884227149* |
| 1893                        | 1      | 25 t      | 83190       | 1083500–1083559 | 21884227050–21884227149* |
| 1898                        | 15     | 35 t      | 83118–83132 | 1083500–1083559 | 21884227050–21884227149* |
| 1899                        | 1      | 35 t      | 83133       | 1083500–1083559 | 21884227050–21884227149* |
| 1901                        | 25     | 35 t      | 83134–83158 | 1083500–1083559 | 21884227050–21884227149* |
| 1912                        | 16     | 35 t      | 83159–83174 | 1083500–1083559 | 21884227050–21884227149* |
| * Nicht alle Nummern belegt |        |           |             |                 |                          |

Der 1899 gebaute Wagen mit der Nummer 83133 war 1900 bei der Weltausstellung in Paris ausgestellt (siehe: Liste von Eisenbahnwagen auf der Weltausstellung Paris 1900).
1956 waren noch 60 Exemplare vorhanden. Diese wurden zwischen 1976 und 1980 ausgemustert.